# Apseudes tropicus
Apseudes tropicus är en kräftdjursart som beskrevs av White 1847. Apseudes tropicus ingår i släktet Apseudes och familjen Apseudidae. Inga underarter finns listade i Catalogue of Life.